# 小僧com
小僧com株式会社（こぞうこむ、英称：Kozocom, inc.）は、WEBコンサルティング業務を行う企業である。
創業当初はアクティブシニア向けSNSを提供していた。
現在の社業に変更後は「KOZOCOM」のブランドを使用している。

## 概要
- 設立：2006年（平成18年）2月
- 代表者：取締役会長 平松庚三、代表取締役社長平松圭、社外取締役 郡山史郎
- 資本金：1億202万5千円
- 本社所在地：東京都千代田区飯田橋4丁目7番1号 ロックビレイビル7F

## 沿革
- 2006年2月20日 - 会社設立。
- 2008年1月 - 代表取締役会長に平松庚三、代表取締役社長に郡山史郎が就任。なお、藤田憲彦は取締役に降格。
- 2008年2月14日 - 本社を東京都渋谷区東3丁目16番5号から東京都千代田区飯田橋のロックビレイビルに移転。
- 2008年12月25日 - 資本金を5,875万円から1億202万5千円に増資。
- 尚、2005年（平成17年）10月13日に設立した小僧.com（東京都港区赤坂一丁目12番32号）は、登記懈怠によりみなし解散中。